# Banská Bystrica mesto
Banská Bystrica mesto – stacja kolejowa w Bańskiej Bystrzycy, położona w kraju bańskobystrzyckim, na Słowacji. Stacja znajduje się na jednotorowej linii kolejowej Zvolen – Vrútky (170). Stacja została otwarta w 1891 jako przystanek kolejowy, w 1892 została zbudowana poczekalnia. Poprzednia nazwa stacji brzmiała Svätojánska i wzięła się od kaplicy św Jana, która znajduje się w jej pobliżu. Później stacja została przeniesiona na drugą stronę linii i znajduje się przed kaplicą.
Napięcie linii kolejowej wynosi 25 kV 50 Hz. Elektryfikacja odbyła się w okresie od listopada 2004 do marca 2007. Operatorem stacji, tak jak całej infrastruktury kolejowej na Słowacji są Železnice Slovenskej republiky.